# 叶夫根尼·谢尔盖耶维奇·波波夫
叶夫根尼·谢尔盖耶维奇·波波夫（羅馬化：Yevgeniy Sergeyevich Popov；1977年11月27日—）是一名俄罗斯雪车运动员，自1996年以来一直参加各种比赛。他曾参加了四届冬季奥运会，并两次获得第八名（两人赛：2002年，四人赛：2010年）。
2007年，在圣莫里茨举行的国际雪车联合会世界锦标赛上，波波夫在四人比赛中获得了第六名，这是他最好的成绩。
2006—07年，他赢得了雪车世界杯四人赛冠军。